# 中国上海国际艺术节
中国上海国际艺术节是中華人民共和国唯一一個国家级综合性国际艺术节，每年舉辦一屆。該節由中华人民共和国文化和旅游部主办、上海市人民政府承办。首屆中国上海国际艺术节於1999年11月2日在上海大劇院開幕。該屆中国上海国际艺术节舉辦的活動以舞台表演藝術為主。2020年至2022年期間，受新冠疫情影響，中国上海国际艺术节暫停舉辦。

## 外部連結
- 官方网站